# Pisco Cascajal

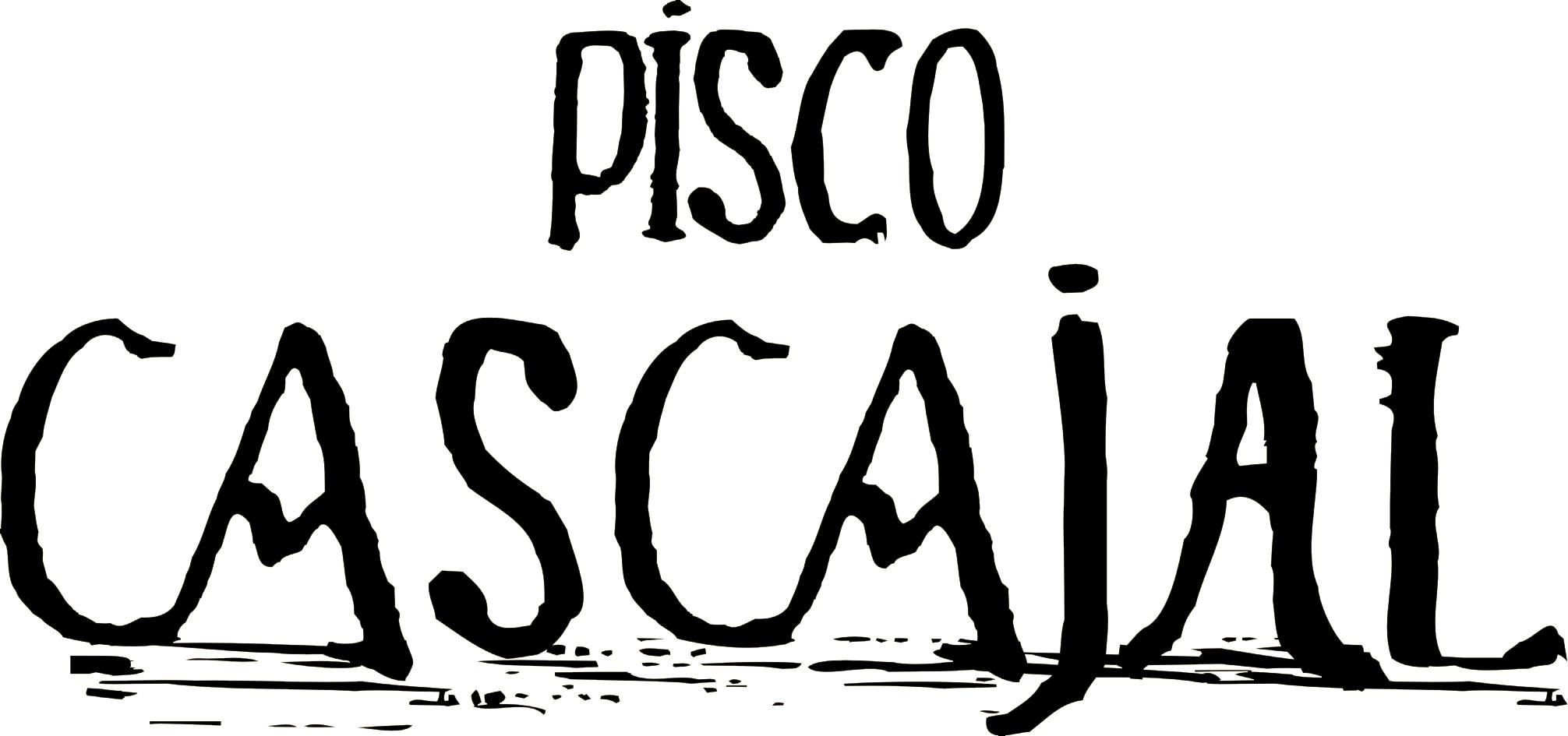
Pisco Cascajal Logo

Pisco Cascajal ist eine national und international mehrfach ausgezeichnete peruanische Piscomarke. Das herstellende Weingut befindet sich etwa 200 Kilometer südlich der Hauptstadt Lima in der Provinz Cañete.

## Sorten

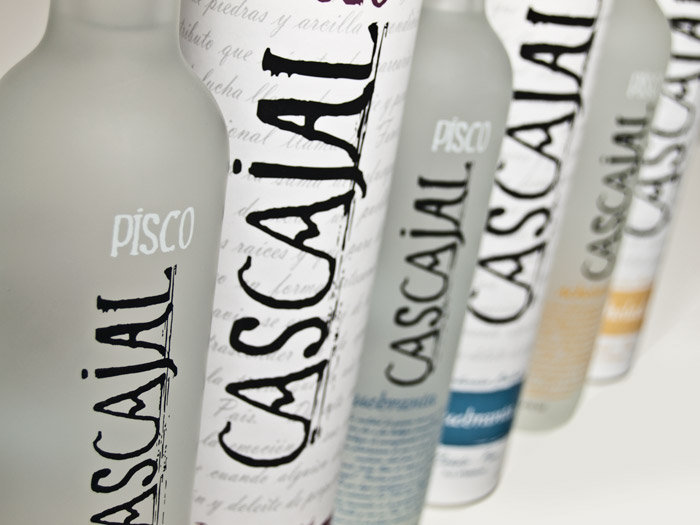
Pisco Cascajal Flaschen

### Pure Piscos
- Pisco Puro Uvina
- Pisco Puro Italia
- Pisco Puro Quebranta (in Deutschland erhältlich)

### Acholados (Blends)
- Pisco Acholado Uvina + Italia (in Deutschland erhältlich)

### Mosto Verde (halb fermentiert)
- Mosto Verde Uvina
- Mosto Verde Italia (in Deutschland erhältlich)
- Mosto Verde Quebranta

## Auszeichnungen
Unter anderem wurde Pisco Cascajal 2011 jeweils mit der Goldmedaille beim Concours Mondial de Bruxelles und beim Concurso Nacional del Pisco ausgezeichnet.